# Rusocin (województwo pomorskie)
Rusocin (niem. Russotschin) – duża osada w Polsce położona w województwie pomorskim, w powiecie gdańskim, w gminie Pruszcz Gdański, zamieszkiwana przez ok. 900 osób.
W latach 1945–1998 miejscowość administracyjnie należała do województwa gdańskiego.

## Historia
Rusocin sąsiaduje z miastem Pruszcz Gdański i jest jedną z najstarszych wsi tego rejonu. Pierwsze wzmianki historyczne o nim pochodzą z 1296 roku. W dokumentach jako właściciela wymieniono Woysława z Rusocina. Wiadomo, że był on chorążym gdańskim. Jak wynika ze źródeł, był on wówczas znaną osobistością.
Kiedy doszło do zatargu z Krzyżakami, Woysław dostał się do niewoli. Od 1311 roku Rusocin znalazł się pod panowaniem krzyżackim i należał do komturii gdańskiej. Właściciele tej posiadłości stali się sprzymierzeńcami Krzyżaków. Synowie Bolesława: Piotr i Bartłomiej odziedziczyli po ojcu dużą majętność. W 1342 roku dziedzice Rusocina odstąpili gdańszczanom kilka łąk w "celu założenia nowej dzielnicy". Po śmierci Bartłomieja cały majątek przejął Piotr. Piotr miał jednego syna Jana, który sprowadził do Polski zakonników z Pragi i w 1380 roku założył w Kartuzach klasztor.
Inną znaną postacią była Barbara z Rusocina, panna z klasztoru norbertanek żukowskich. Podczas wojny trzynastoletniej (1454–1456) z Krzyżakami właściciele majątku opowiedzieli się po stronie Zakonu.
Od XVII wieku Rusocin znalazł się w posiadaniu gdańskich patrycjuszy. Znani są nieliczni właściciele wsi, między innymi burmistrz Daniel Rudiger (1627), rodzina Giese (1691–1763) oraz rodzina von Tiedemann (1763–1912). W 1814 roku, po śmierci właściciela majątku, Fryderyka Ferdynanda Eduarda Tiedemanna, wdowa po nim opuściła Rusocin i wyjechała do Berlina. Majątek przejęły w zarząd lokalne władze.
Po rozbiorach Polski Rusocin znalazł się w rękach pruskich. Po podziale Pomorza Gdańskiego w 1816 roku na rejencję gdańską i kwidzyńską, w latach 1818–1824 dwór w Rusocinie był siedzibą nowo utworzonego powiatu Danzig. Jak podają źródła, we wsi znajdowała się cegielnia i dwa młyny.
W 1824 roku do Rusocina powrócił urodzony tutaj w 1804 roku Carl Ludwig Gustav Adolf von Tiedemann, który odbudował rodzinny majątek. W 1869 roku liczył on 703 hektary, mieszkało tu 198 osób. Oprócz sąsiadującego z pałacem folwarku, w majątku znajdowała się zniszczona kaplica i młyn. Oprócz Dużego i Małego Rusocina Tiedemannowie zarządzali także Prędzieszynem, w którym znajdował się niewielki dwór z folwarkiem. Rusocin pozostał w rękach Tiedemannów do 1945 roku.
28 stycznia 2023 odsłonìęto obelisk, upamiętniający ofiary Aussenarbeitslager Russoschin (istniejącego tu od 1944 podobozu KL Stutthof).
Ze względu na swoją historię Rusocin jest stanowiskiem badań archeologicznych.

## Zabytki

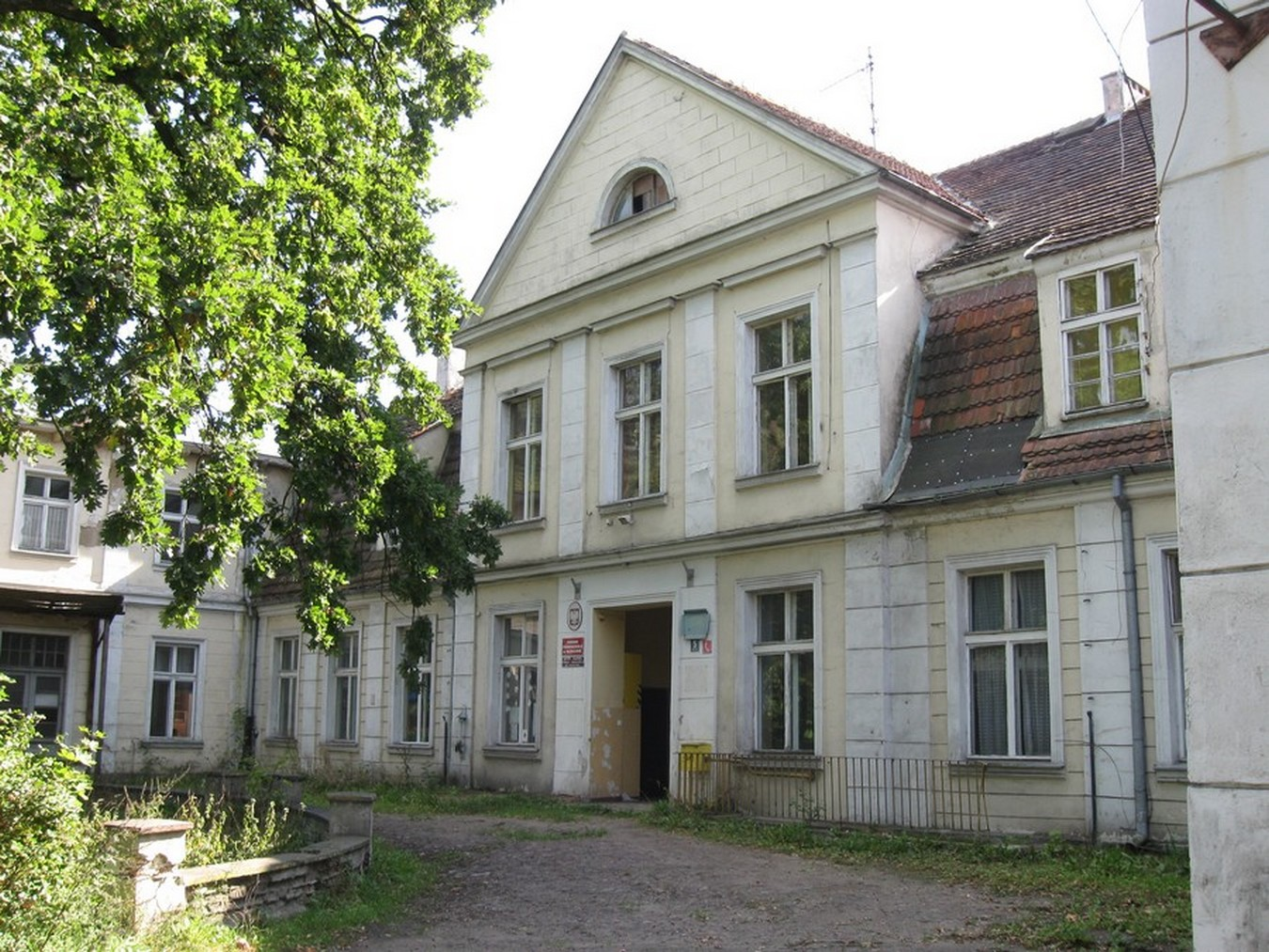
Pałac od strony podjazdu

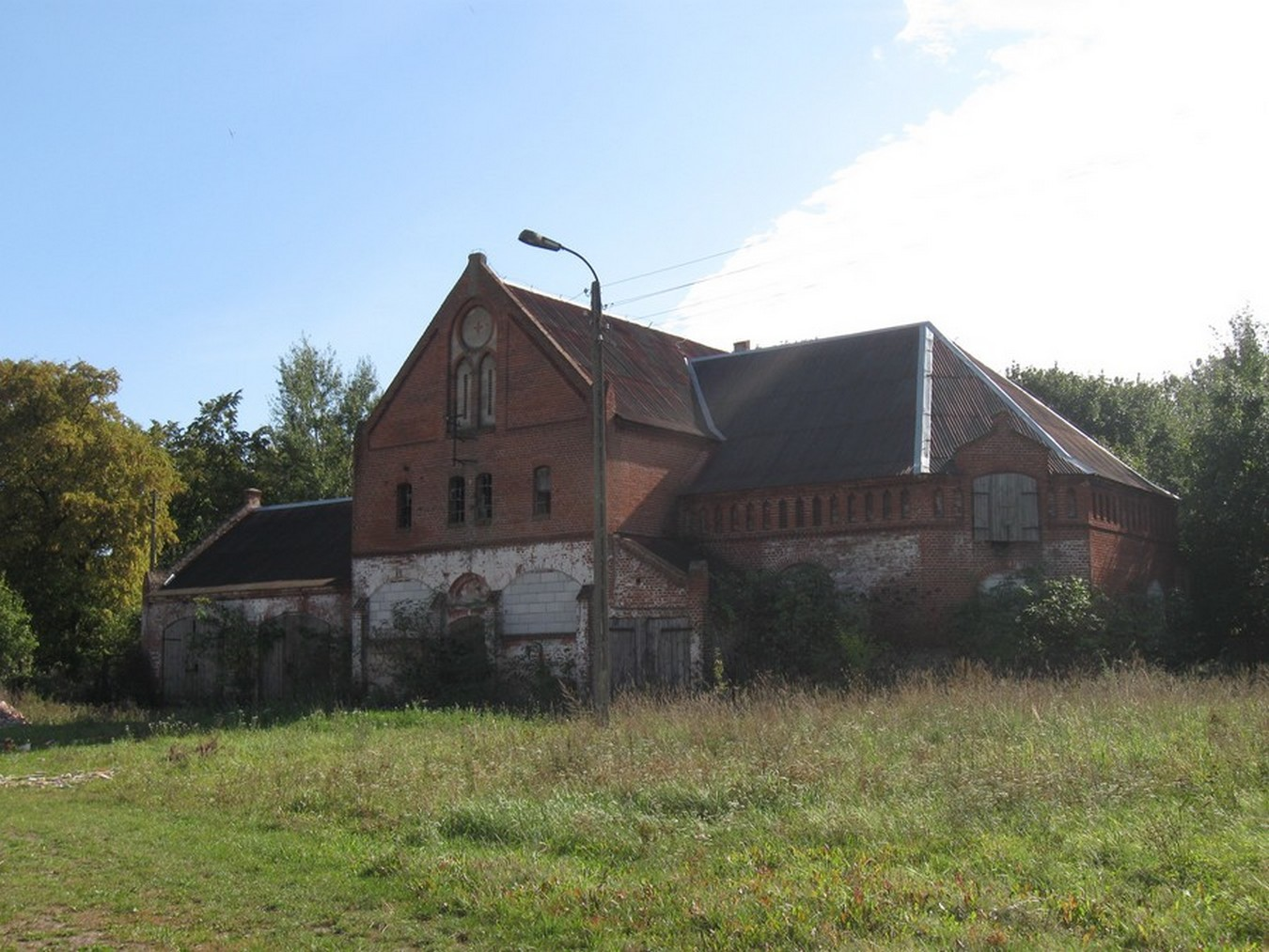
Stajnia wyjazdowa z wozownią

Według rejestru zabytków NID na listę zabytków wpisany jest zespół dworski i folwarczny z końca XVIII-XX w., nr rej.: A-1149 z 16.09.1996:
- dwór, nr rej.: A-666 z 27.10.1973
- park
- folwark, XIX-XX w.: spichrz, stajnia, stajnia wyjazdowa z wozownią, chlewnia, obora i (nieistniejąca) studnia.

Barokowo-klasycystyczny dwór zbudowany został dla rodziny Tiedemannów ok. 1800. Parterowy budynek główny posiadający cechy barokowe, a w elewacji ogrodowej klasycystyczne, został założony na planie prostokąta, Bryła nakryta jest dachem naczółkowym, na krótkiej osi nadbudowano nieznaczny, piętrowy ryzalit. Pod koniec XIX wieku dobudowane zostały w obydwu narożnikach niewielkie oficyny. Od północy do dworu przylegają budynki folwarczne. Cały zespół usytuowany jest w malowniczym parku krajobrazowym o powierzchni 13,5 ha. Park o francuskiej kompozycji rozciąga się po brzeg rzeki Kłodawy. Na jego terenie znajdują się dwa stawy.
Obiekt, stanowiący od grudnia 1996 do połowy 2012 własność gminy Pruszcz Gdański (wcześniej – Agencji Własności Rolnej Skarbu Państwa), był wówczas użytkowany jako przedszkole i mieszkania komunalne. Wystawiony na sprzedaż w cenie wywoławczej 5,15 mln zł (1,55 mln zł za budynki oraz 3,6 mln za prawo wieczystego użytkowania gruntów i wód przez 99 lat), dopiero w dziewiątym przetargu, 15 czerwca 2012, został zakupiony przez właściciela firmy Amber Gold za cenę nominalną 6,5 mln zł (zgodnie z ustawą o gospodarce nieruchomościami zastosowano jednak znaczne bonifikaty). Nabywca został zobowiązany do wykonania do 30 listopada 2013 remontu dachów magazynu zbożowego, 2 stajni (w jednej z nich, o rzadko spotykanej kubaturze, istniejące unikatowe sklepienia stropu zawaliły się częściowo latem 2013), wozowni i dworu, a ponadto do remontu i odtworzenia ogrodzenia. Dodatkowo w ciągu 4 lat powinien nastąpić remont dworu i niezbędne prace pielęgnacyjne w parku. Ostateczny termin rewitalizacji i zagospodarowania nieruchomości upływał w 2025. Ponieważ warunki umowy nie zostały dotrzymane (na konto sprzedającego wpłynęło tylko 750 tys. zł z tytułu sprzedaży zabudowań), gmina zaczęła naliczać kary umowne i doprowadziła do rozwiązania umowy. W czerwcu 2017 w części obiektu wybuchł pożar. W kwietniu 2021 nowym właścicielem obiektu został Zbigniew Nowak

## Transport i komunikacja
Nieopodal miejscowości znajduje się węzeł drogowy obwodnicy trójmiejskiej S6 i drogi krajowej nr 91, zaś kilkaset metrów obok węzeł drogowy DW226 i autostrady A1 (E75). Wykonane w 2013 pomiary ruchu na drodze krajowej nr 91 wykazały, że przez jej skrzyżowanie w Rusocinie z drogą do Cieplewa przejeżdżało 17 525 pojazdów na dobę. Komunikację autobusową z Gdańskiem zapewniają linie 50, 400, 401 oraz 831.
W miejscowości znajduje się tor kartingowy.